# Théâtre Antoine-Vitez - scène d’Ivry
Le théâtre Antoine-Vitez - scène d’Ivry, anciennement théâtre d’Ivry - Antoine-Vitez, est le théâtre municipal d'Ivry-sur-Seine (Val-de-Marne) à l'origine du centre dramatique national « Théâtre des Quartiers d'Ivry » qu'il a hébergé jusqu'en 2016.

## Historique

### Les débuts
En 1971, Antoine Vitez propose à Jacques Laloé, maire d’Ivry, et à son adjoint aux affaires culturelles, Fernand Leriche, un projet de création théâtrale. En 1972, la compagnie « Théâtre des Quartiers d'Ivry », qui se propose d’investir des lieux non théâtraux dans les quartiers, est créé.
En 1974, Vitez y met en scène Le Pique-nique de Claretta de René Kalisky
Le Studio d’Ivry, une petite salle rue Ledru-Rollin, devient un espace pour de jeunes créateurs. Les premiers spectacles de Stuart Seide, Brigitte Jaques, Stéphan Boublil, Les Deschiens de Jérôme Deschamps et Macha Makeïeff, y voient le jour.
En 1976, la ville réhabilite un ancien grenier à sel, rue Simon-Dereure, pour en faire le théâtre municipal, inauguré en 1980. En 1981 est installée au-dessus de l'entrée du théâtre la sculpture en bas-relief d'Érik Desmazières intitulée Relief.
En 1981, Antoine Vitez est nommé au Théâtre national de Chaillot, Philippe Adrien lui succède jusqu’en 1984.
Catherine Dasté, fille de Jean Dasté et petite-fille de Jacques Copeau, assure la direction de la compagnie du « Théâtre des Quartiers d’Ivry » de 1985 à 1992. En 1992, Élisabeth Chailloux et Adel Hakim se voient confier la direction du lieu.

### À partir de 2003
En 2003, le Théâtre des Quartiers d'Ivry devient centre dramatique national et prend ainsi la succession du « Théâtre du Campagnol » dirigé par Jean-Claude Penchenat.
En juin 2009, la ville d’Ivry fait l’acquisition de la Manufacture des œillets. Une partie de cet édifice est attribuée au Théâtre des Quartiers d’Ivry qui intègre ses nouveaux locaux en décembre 2016 dans le bâtiment principal de la Manufacture, réaménagé et agrandi,.
De son côté, le théâtre d’Ivry - Antoine-Vitez poursuit ses activités, sous la direction de Leïla Cukierman avec une programmation davantage orientée vers la chanson et l’accueil de résidences de création, tout en permettant au TQI, jusqu'en 2016, de présenter ses propres spectacles.

### Depuis 2014
La direction du théâtre est assurée par Christophe Adriani. Il s'inscrit dans la continuité du travail effectué par ses prédécesseurs tout en renforçant l'accompagnement d'artistes sur le long terme.
En 2017, le collectif « Quatre Ailes » inaugure une première résidence de trois ans sur le territoire.
Lors de la saison 2018-2019, Mirabelle Rousseau débute une résidence de trois ans au théâtre avec son T.O.C. (pour « théâtre obsessionnel compulsif »). La première production s’intitule Les Tables tournantes. En 2019, elle met en scène un monologue à partir de textes de Louise Michel, La Plume et le Fusil. Enfin, pour la saison 2021-2022, elle présente une adaptation pour le théâtre de L'Avenir de la société industrielle de l'anarchiste terroriste et criminel américain Theodore Kaczynski, connu sous le nom d'Unabomber.
En parallèle, une partie importante de la programmation est destinée au « jeune public », notamment en raison d'un important travail mené à l'attention des écoliers d'Ivry. Avec le dispositif « Les Chemins du théâtre », l'ensemble des enfants scolarisés dans les écoles publiques de la ville sont amenés à assister chaque année gratuitement à une représentation d'un spectacle adapté à sa tranche d'âge, et ce dès 2 ans jusqu'au CM2.